# Barford (Norfolk)
Pour les articles homonymes, voir Barford.
Barford est un village et une paroisse civile du Norfolk, en Angleterre. Il est situé dans le centre du comté, à 13 km à l'ouest de la ville de Norwich. Administrativement, il dépend du district du South Norfolk. Au recensement de 2011, il comptait 547 habitants.